# Grundbanken
Grundbanken Ab (finska: Peruspankki Oy) var en finländsk affärsbank.
Grundbanken, som hade sitt säte i Helsingfors, grundades 1963 och uppgick 1990 i Finlands Arbetarsparbank. Jussi Linnamo var bankens verkställande direktör 1967–1970.